# The Doors/Auszeichnungen für Musikverkäufe
Dies ist eine Übersicht über die Auszeichnungen für Musikverkäufe der US-amerikanischen Rockband The Doors. Die Auszeichnungen finden sich nach ihrer Art (Gold, Platin usw.), nach Staaten getrennt in chronologischer Reihenfolge, geordnet sowie nach den Tonträgern selbst, ebenfalls in chronologischer Reihenfolge, getrennt nach Medium (Alben, Singles usw.), wieder.

## Auszeichnungen
| - Vereinigtes Königreich - 1993: für das Album In Concert - 2013: für das Album The Soft Parade - 2013: für das Album Greatest Hits - 2020: für die Single Light My Fire - 2021: für die Single People Are Strange - 2022: für die Single Break On Through (To the Other Side) - Argentinien - 1993: für das Album The Doors - 1993: für das Album In Concert - 1996: für das Album Greatest Hits - Australien - 1991: für das Album In Concert - 1992: für das Album The Doors: Original Soundtrack Recording - 1995: für das Album The Soft Parade - 1997: für das Album Absolutely Live - 2003: für das Videoalbum Live in Europe 1968 - Belgien - 1995: für das Album The Best of The Doors (1985) - 2010: für das Album The Very Best of the Doors (2007) - Brasilien - 2005: für das Album The Doors: Original Soundtrack Recording - Deutschland - 1994: für die Single Break On Through - 1994: für das Album L.A. Woman - 1995: für das Album The Doors: Original Soundtrack Recording - 2003: für das Album Waiting for the Sun - 2005: für das Album Strange Days - Finnland - 1991: für das Album The Best of The Doors (1985) - Frankreich - 1983: für das Album Absolutely Live - 1997: für das Album In Concert - Irland - 2007: für das Album The Very Best of the Doors (2007) - Italien - 2019: für die Single Light My Fire - 2021: für das Album Morrison Hotel - 2021: für die Single Riders on The Storm - 2021: für die Single Roadhouse Blues - 2021: für das Album L.A. Woman - 2022: für das Album Strange Days - 2024: für die Single People Are Strange - 2024: für die Single Break On Through (To the Other Side) - Kanada - 1989: für das Videoalbum Dance on Fire - 1990: für das Videoalbum Live at the Hollywood Bowl - 1999: für das Album Absolutely Live - 1999: für das Album Alive, She Cried - 1999: für das Album In Concert - 2005: für das Videoalbum Soundstage Performances - 2005: für das Videoalbum Live in Europe 1968 - Norwegen - 1998: für das Album The Best of The Doors (1985) - Österreich - 1986: für das Album Absolutely Live - 1991: für das Album The Doors: Original Soundtrack Recording - 1992: für das Album The Doors - 2000: für das Album The Best of The Doors (2000) - 2001: für das Album L.A. Woman - 2001: für das Album Morrison Hotel - Polen - 2020: für das Album The Very Best of the Doors (2007) - Portugal - 2007: für das Album The Very Best of the Doors (2007) - Schweden - 1999: für das Album The Doors - Schweiz - 1991: für das Album The Doors: Original Soundtrack Recording - 1991: für das Album L.A. Woman - 1992: für das Album Morrison Hotel - Spanien - 1991: für das Album The Doors - 2024: für die Single Break On Through (To the Other Side) - 2024: für die Single Riders on The Storm - 2025: für die Single People Are Strange - Vereinigte Staaten - 1967: für die Single Light My Fire - 1968: für die Single Hello, I Love You - 1970: für das Album Absolutely Live - 1980: für das Album Weird Scenes Inside the Gold Mine - 1987: für das Album Alive, She Cried - 1991: für das Videoalbum Live in Europe 1968 - 2004: für das Album Legacy: The Absolute Best - 2008: für das Videoalbum Soundstage Performances - 2008: für das Videoalbum No One Here Gets Out Alive - 2009: für das Album The Very Best of the Doors (2007) - 2013: für das Album The Future Starts Here: The Essential Doors Hits - 2024: für die Single Love Me Two Times - 2024: für die Single The End - 2024: für das Lied Peace Frog - Vereinigtes Königreich - 1991: für das Album Waiting for the Sun - 1991: für das Album Strange Days - 1991: für das Album The Doors: Original Soundtrack Recording - 2009: für das Videoalbum Soundstage Performances - 2013: für das Album Morrison Hotel - 2023: für die Single Riders on The Storm | - Frankreich - 2001: für das Album Strange Days - 2001: für das Album Waiting for the Sun - Argentinien - 2000: für das Album The Best of The Doors (1985) - 2000: für das Album The Best of The Doors (2000) - 2005: für das Videoalbum Soundstage Performances - Deutschland - 2004: für das Album The Doors - Frankreich - 1993: für das Album The Best of The Doors (1985) - 1993: für das Album The Doors: Original Soundtrack Recording - 2001: für das Album Morrison Hotel - Italien - 2013: für das Album The Very Best of the Doors (2007) - 2021: für das Album The Doors - Kanada - 1999: für das Album Morrison Hotel - 1999: für das Album The Doors: Original Soundtrack Recording - 1999: für das Album Strange Days - 1999: für das Album 13 - 1999: für das Album The Soft Parade - 1999: für das Album Waiting for the Sun - 2002: für das Album The Best of The Doors (2000) - Neuseeland - 2020: für das Album The Very Best of the Doors (2007) - 2020: für die Single Riders on The Storm - Polen - 2012: für das Album A Collection - Schweiz - 1995: für das Album The Best of The Doors (1985) - Spanien - 2001: für das Album L.A. Woman - 2001: für das Album Morrison Hotel - Vereinigte Staaten - 1987: für das Album The Soft Parade - 1987: für das Album Waiting for the Sun - 1987: für das Album 13 - 1989: für das Videoalbum Live at the Hollywood Bowl - 1989: für das Videoalbum Dance on Fire - 1995: für das Album In Concert - 1995: für das Videoalbum The Doors: A Tribute to Jim Morrison - 2001: für das Album Morrison Hotel - 2001: für das Album The Doors Box Set - 2001: für das Album The Doors: Original Soundtrack Recording - 2001: für das Album An American Prayer - 2001: für das Album Strange Days - 2007: für das Videoalbum Live in Europe 1968 (Re-Release) - 2024: für die Single Love Her Madly - 2024: für die Single People Are Strange - 2024: für die Single Touch Me - 2024: für die Single Roadhouse Blues - 2024: für das Lied L.A. Woman - Vereinigtes Königreich - 2013: für das Album The Best of The Doors (1985) - 2013: für das Videoalbum The Doors – 30 Years Commemorative Edition - 2016: für das Album The Very Best of the Doors (2007) - 2025: für das Album L.A. Woman | - Australien - 1996: für das Album Morrison Hotel - 1999: für das Album Greatest Hits - 2014: für das Album The Very Best of the Doors (2007) - Frankreich - 1993: für das Album L.A. Woman - Kanada - 1982: für das Album The Doors Greatest Hits - Vereinigte Staaten - 1996: für das Album Greatest Hits - 2024: für die Single Riders on The Storm - 2024: für die Single Break On Through (To the Other Side) - 2024: für die Single Light My Fire (Digital) - Vereinigtes Königreich - 2004: für das Album The Doors - Kanada - 2001: für das Album L.A. Woman - Neuseeland - 2000: für das Album The Best of The Doors (2000) - Spanien - 2000: für das Album The Best of The Doors (2000) - Vereinigte Staaten - 2001: für das Album The Doors Greatest Hits - 2021: für das Album L.A. Woman - Australien - 2001: für das Album L.A. Woman - Kanada - 1999: für das Album The Doors - Neuseeland - 1982: für das Album The Doors Greatest Hits - 1995: für das Album The Best of The Doors (1985) - Vereinigte Staaten - 2007: für das Album The Doors - Australien - 1996: für das Album The Best of The Doors (1985) - Kanada - 1999: für das Album Greatest Hits - Australien - 2000: für das Album The Best of The Doors (2000) - Kanada - 1999: für das Album The Best of The Doors (1985) - Vereinigte Staaten - 2007: für das Album The Best of The Doors (1985) |

## Auszeichnungen nach Alben

### The Doors
| Land/Region                  | Auszeichnungen für Musikverkäufe (Land/Region, Auszeichnung, Verkäufe) | Verkäufe  |
| ---------------------------- | ---------------------------------------------------------------------- | --------- |
| Argentinien (CAPIF)          | Gold                                                                   | 30.000    |
| Deutschland (BVMI)           | Platin                                                                 | 500.000   |
| Italien (FIMI)               | Platin                                                                 | 50.000    |
| Kanada (MC)                  | 4× Platin                                                              | 400.000   |
| Österreich (IFPI)            | Gold                                                                   | 25.000    |
| Schweden (IFPI)              | Gold                                                                   | 50.000    |
| Spanien (Promusicae)         | Gold                                                                   | 50.000    |
| Vereinigte Staaten (RIAA)    | 4× Platin                                                              | 4.000.000 |
| Vereinigtes Königreich (BPI) | 2× Platin                                                              | 600.000   |
| Insgesamt                    | 4× Gold · 12× Platin ·                                                 | 5.705.000 |

### Strange Days
| Land/Region                  | Auszeichnungen für Musikverkäufe (Land/Region, Auszeichnung, Verkäufe) | Verkäufe  |
| ---------------------------- | ---------------------------------------------------------------------- | --------- |
| Deutschland (BVMI)           | Gold                                                                   | 250.000   |
| Frankreich (SNEP)            | 2× Gold                                                                | 200.000   |
| Italien (FIMI)               | Gold                                                                   | 25.000    |
| Kanada (MC)                  | Platin                                                                 | 100.000   |
| Vereinigte Staaten (RIAA)    | Platin                                                                 | 1.000.000 |
| Vereinigtes Königreich (BPI) | Gold                                                                   | 100.000   |
| Insgesamt                    | 5× Gold · 2× Platin ·                                                  | 1.575.000 |

### Waiting for the Sun
| Land/Region                  | Auszeichnungen für Musikverkäufe (Land/Region, Auszeichnung, Verkäufe) | Verkäufe  |
| ---------------------------- | ---------------------------------------------------------------------- | --------- |
| Deutschland (BVMI)           | Gold                                                                   | 250.000   |
| Frankreich (SNEP)            | 2× Gold                                                                | 200.000   |
| Kanada (MC)                  | Platin                                                                 | 100.000   |
| Vereinigte Staaten (RIAA)    | Platin                                                                 | 1.000.000 |
| Vereinigtes Königreich (BPI) | Gold                                                                   | 100.000   |
| Insgesamt                    | 4× Gold · 2× Platin ·                                                  | 1.550.000 |

### The Soft Parade
| Land/Region                  | Auszeichnungen für Musikverkäufe (Land/Region, Auszeichnung, Verkäufe) | Verkäufe  |
| ---------------------------- | ---------------------------------------------------------------------- | --------- |
| Australien (ARIA)            | Gold                                                                   | 35.000    |
| Kanada (MC)                  | Platin                                                                 | 100.000   |
| Vereinigte Staaten (RIAA)    | Platin                                                                 | 1.000.000 |
| Vereinigtes Königreich (BPI) | Silber                                                                 | 60.000    |
| Insgesamt                    | 1× Silber · 1× Gold · 2× Platin ·                                      | 1.195.000 |

### Morrison Hotel
| Land/Region                  | Auszeichnungen für Musikverkäufe (Land/Region, Auszeichnung, Verkäufe) | Verkäufe  |
| ---------------------------- | ---------------------------------------------------------------------- | --------- |
| Australien (ARIA)            | 2× Platin                                                              | 140.000   |
| Frankreich (SNEP)            | Platin                                                                 | 300.000   |
| Italien (FIMI)               | Gold                                                                   | 25.000    |
| Kanada (MC)                  | Platin                                                                 | 100.000   |
| Österreich (IFPI)            | Gold                                                                   | 25.000    |
| Schweiz (IFPI)               | Gold                                                                   | 25.000    |
| Spanien (Promusicae)         | Platin                                                                 | 100.000   |
| Vereinigte Staaten (RIAA)    | Platin                                                                 | 1.000.000 |
| Vereinigtes Königreich (BPI) | Gold                                                                   | 100.000   |
| Insgesamt                    | 4× Gold · 6× Platin ·                                                  | 1.815.000 |

### Absolutely Live
| Land/Region               | Auszeichnungen für Musikverkäufe (Land/Region, Auszeichnung, Verkäufe) | Verkäufe |
| ------------------------- | ---------------------------------------------------------------------- | -------- |
| Australien (ARIA)         | Gold                                                                   | 35.000   |
| Frankreich (SNEP)         | Gold                                                                   | 100.000  |
| Kanada (MC)               | Gold                                                                   | 50.000   |
| Österreich (IFPI)         | Gold                                                                   | 25.000   |
| Vereinigte Staaten (RIAA) | Gold                                                                   | 500.000  |
| Insgesamt                 | 5× Gold ·                                                              | 710.000  |

### 13
| Land/Region               | Auszeichnungen für Musikverkäufe (Land/Region, Auszeichnung, Verkäufe) | Verkäufe  |
| ------------------------- | ---------------------------------------------------------------------- | --------- |
| Kanada (MC)               | Platin                                                                 | 100.000   |
| Vereinigte Staaten (RIAA) | Platin                                                                 | 1.000.000 |
| Insgesamt                 | 2× Platin ·                                                            | 1.100.000 |

### L.A. Woman
| Land/Region                  | Auszeichnungen für Musikverkäufe (Land/Region, Auszeichnung, Verkäufe) | Verkäufe  |
| ---------------------------- | ---------------------------------------------------------------------- | --------- |
| Australien (ARIA)            | 4× Platin                                                              | 280.000   |
| Deutschland (BVMI)           | Gold                                                                   | 250.000   |
| Frankreich (SNEP)            | 2× Platin                                                              | 600.000   |
| Italien (FIMI)               | Gold                                                                   | 25.000    |
| Kanada (MC)                  | 3× Platin                                                              | 300.000   |
| Österreich (IFPI)            | Gold                                                                   | 25.000    |
| Schweiz (IFPI)               | Gold                                                                   | 25.000    |
| Spanien (Promusicae)         | Platin                                                                 | 100.000   |
| Vereinigte Staaten (RIAA)    | 3× Platin                                                              | 3.000.000 |
| Vereinigtes Königreich (BPI) | Platin                                                                 | 300.000   |
| Insgesamt                    | 4× Gold · 14× Platin ·                                                 | 4.905.000 |

### Weird Scenes Inside the Gold Mine
| Land/Region               | Auszeichnungen für Musikverkäufe (Land/Region, Auszeichnung, Verkäufe) | Verkäufe |
| ------------------------- | ---------------------------------------------------------------------- | -------- |
| Vereinigte Staaten (RIAA) | Gold                                                                   | 250.000  |
| Insgesamt                 | 1× Gold ·                                                              | 250.000  |

### An American Prayer
| Land/Region               | Auszeichnungen für Musikverkäufe (Land/Region, Auszeichnung, Verkäufe) | Verkäufe  |
| ------------------------- | ---------------------------------------------------------------------- | --------- |
| Vereinigte Staaten (RIAA) | Platin                                                                 | 1.000.000 |
| Insgesamt                 | 1× Platin ·                                                            | 1.000.000 |

### The Doors Greatest Hits / Greatest Hits
| Land/Region                  | Auszeichnungen für Musikverkäufe (Land/Region, Auszeichnung, Verkäufe) | Verkäufe  |
| ---------------------------- | ---------------------------------------------------------------------- | --------- |
| Argentinien (CAPIF)          | Gold                                                                   | 30.000    |
| Australien (ARIA)            | 2× Platin                                                              | 140.000   |
| Kanada (MC)                  | 2× Platin · + 5× Platin (Re-Release)                                   | 700.000   |
| Neuseeland (RMNZ)            | 4× Platin                                                              | 80.000    |
| Vereinigte Staaten (RIAA)    | 3× Platin · + 2× Platin (Re-Release)                                   | 5.000.000 |
| Vereinigtes Königreich (BPI) | Silber                                                                 | 60.000    |
| Insgesamt                    | 1× Silber · 1× Gold · 18× Platin ·                                     | 3.280.000 |

### Alive, She Cried
| Land/Region               | Auszeichnungen für Musikverkäufe (Land/Region, Auszeichnung, Verkäufe) | Verkäufe |
| ------------------------- | ---------------------------------------------------------------------- | -------- |
| Kanada (MC)               | Gold                                                                   | 50.000   |
| Vereinigte Staaten (RIAA) | Gold                                                                   | 500.000  |
| Insgesamt                 | 2× Gold ·                                                              | 550.000  |

### The Best of The Doors (1985)
| Land/Region                  | Auszeichnungen für Musikverkäufe (Land/Region, Auszeichnung, Verkäufe) | Verkäufe  |
| ---------------------------- | ---------------------------------------------------------------------- | --------- |
| Argentinien (CAPIF)          | Platin                                                                 | 60.000    |
| Australien (ARIA)            | 5× Platin                                                              | 350.000   |
| Belgien (BRMA)               | Gold                                                                   | 25.000    |
| Finnland (IFPI)              | Gold                                                                   | 22.150    |
| Frankreich (SNEP)            | Platin                                                                 | 300.000   |
| Kanada (MC)                  | 6× Platin                                                              | 600.000   |
| Neuseeland (RMNZ)            | 4× Platin                                                              | 60.000    |
| Norwegen (IFPI)              | Gold                                                                   | 25.000    |
| Schweiz (IFPI)               | Platin                                                                 | 50.000    |
| Vereinigte Staaten (RIAA)    | Diamant                                                                | 5.000.000 |
| Vereinigtes Königreich (BPI) | Platin                                                                 | 300.000   |
| Insgesamt                    | 3× Gold · 19× Platin · 1× Diamant ·                                    | 6.792.150 |

### The Doors: Original Soundtrack Recording
| Land/Region                  | Auszeichnungen für Musikverkäufe (Land/Region, Auszeichnung, Verkäufe) | Verkäufe  |
| ---------------------------- | ---------------------------------------------------------------------- | --------- |
| Australien (ARIA)            | Gold                                                                   | 35.000    |
| Brasilien (PMB)              | Gold                                                                   | 50.000    |
| Deutschland (BVMI)           | Gold                                                                   | 250.000   |
| Frankreich (SNEP)            | Platin                                                                 | 300.000   |
| Kanada (MC)                  | Platin                                                                 | 100.000   |
| Österreich (IFPI)            | Gold                                                                   | 25.000    |
| Schweiz (IFPI)               | Gold                                                                   | 25.000    |
| Vereinigte Staaten (RIAA)    | Platin                                                                 | 1.000.000 |
| Vereinigtes Königreich (BPI) | Platin                                                                 | 100.000   |
| Insgesamt                    | 5× Gold · 4× Platin ·                                                  | 1.910.000 |

### In Concert
| Land/Region                  | Auszeichnungen für Musikverkäufe (Land/Region, Auszeichnung, Verkäufe) | Verkäufe  |
| ---------------------------- | ---------------------------------------------------------------------- | --------- |
| Argentinien (CAPIF)          | Gold                                                                   | 30.000    |
| Australien (ARIA)            | Gold                                                                   | 35.000    |
| Frankreich (SNEP)            | Gold                                                                   | 100.000   |
| Kanada (MC)                  | Gold                                                                   | 50.000    |
| Vereinigte Staaten (RIAA)    | Platin                                                                 | 1.000.000 |
| Vereinigtes Königreich (BPI) | Silber                                                                 | 60.000    |
| Insgesamt                    | 1× Silber · 4× Gold · 1× Platin ·                                      | 1.375.000 |

### The Best of The Doors (2000)
| Land/Region          | Auszeichnungen für Musikverkäufe (Land/Region, Auszeichnung, Verkäufe) | Verkäufe |
| -------------------- | ---------------------------------------------------------------------- | -------- |
| Argentinien (CAPIF)  | Platin                                                                 | 60.000   |
| Australien (ARIA)    | 6× Platin                                                              | 420.000  |
| Kanada (MC)          | Platin                                                                 | 100.000  |
| Neuseeland (RMNZ)    | 3× Platin                                                              | 45.000   |
| Österreich (IFPI)    | Gold                                                                   | 25.000   |
| Spanien (Promusicae) | 3× Platin                                                              | 300.000  |
| Insgesamt            | 1× Gold · 14× Platin ·                                                 | 950.000  |

### Legacy: The Absolute Best
| Land/Region               | Auszeichnungen für Musikverkäufe (Land/Region, Auszeichnung, Verkäufe) | Verkäufe |
| ------------------------- | ---------------------------------------------------------------------- | -------- |
| Vereinigte Staaten (RIAA) | Gold                                                                   | 250.000  |
| Insgesamt                 | 1× Gold ·                                                              | 250.000  |

### The Doors Box Set
| Land/Region               | Auszeichnungen für Musikverkäufe (Land/Region, Auszeichnung, Verkäufe) | Verkäufe |
| ------------------------- | ---------------------------------------------------------------------- | -------- |
| Vereinigte Staaten (RIAA) | Platin                                                                 | 250.000  |
| Insgesamt                 | 1× Platin ·                                                            | 250.000  |

### The Very Best of The Doors (2007) / The Future Starts Here: The Essential Doors Hits
| Land/Region                  | Auszeichnungen für Musikverkäufe (Land/Region, Auszeichnung, Verkäufe) | Verkäufe  |
| ---------------------------- | ---------------------------------------------------------------------- | --------- |
| Australien (ARIA)            | 2× Platin                                                              | 140.000   |
| Belgien (BRMA)               | Gold                                                                   | 15.000    |
| Irland (IRMA)                | Gold                                                                   | 7.500     |
| Italien (FIMI)               | Platin                                                                 | 60.000    |
| Neuseeland (RMNZ)            | Platin                                                                 | 15.000    |
| Polen (ZPAV)                 | Gold                                                                   | 10.000    |
| Portugal (AFP)               | Gold                                                                   | 10.000    |
| Vereinigte Staaten (RIAA)    | Gold · + Gold (Re-Release)                                             | 1.000.000 |
| Vereinigtes Königreich (BPI) | Platin                                                                 | 300.000   |
| Insgesamt                    | 6× Gold · 5× Platin ·                                                  | 1.555.500 |

### A Collection
| Land/Region  | Auszeichnungen für Musikverkäufe (Land/Region, Auszeichnung, Verkäufe) | Verkäufe |
| ------------ | ---------------------------------------------------------------------- | -------- |
| Polen (ZPAV) | Platin                                                                 | 20.000   |
| Insgesamt    | 1× Platin ·                                                            | 20.000   |

## Auszeichnungen nach Singles

### Break on Through (To the Other Side)
| Land/Region                  | Auszeichnungen für Musikverkäufe (Land/Region, Auszeichnung, Verkäufe) | Verkäufe  |
| ---------------------------- | ---------------------------------------------------------------------- | --------- |
| Deutschland (BVMI)           | Gold                                                                   | 250.000   |
| Italien (FIMI)               | Gold                                                                   | 50.000    |
| Spanien (Promusicae)         | Gold                                                                   | 30.000    |
| Vereinigte Staaten (RIAA)    | 2× Platin                                                              | 2.000.000 |
| Vereinigtes Königreich (BPI) | Silber                                                                 | 200.000   |
| Insgesamt                    | 1× Silber · 3× Gold · 2× Platin ·                                      | 2.530.000 |

### Light My Fire
| Land/Region                  | Auszeichnungen für Musikverkäufe (Land/Region, Auszeichnung, Verkäufe) | Verkäufe  |
| ---------------------------- | ---------------------------------------------------------------------- | --------- |
| Italien (FIMI)               | Gold                                                                   | 25.000    |
| Vereinigte Staaten (RIAA)    | Gold (Physisch) · + 2× Platin (Digital)                                | 3.000.000 |
| Vereinigtes Königreich (BPI) | Silber                                                                 | 200.000   |
| Insgesamt                    | 1× Silber · 2× Gold · 2× Platin ·                                      | 3.225.000 |

### People Are Strange
| Land/Region                  | Auszeichnungen für Musikverkäufe (Land/Region, Auszeichnung, Verkäufe) | Verkäufe  |
| ---------------------------- | ---------------------------------------------------------------------- | --------- |
| Italien (FIMI)               | Gold                                                                   | 50.000    |
| Spanien (Promusicae)         | Gold                                                                   | 30.000    |
| Vereinigte Staaten (RIAA)    | Platin                                                                 | 1.000.000 |
| Vereinigtes Königreich (BPI) | Silber                                                                 | 200.000   |
| Insgesamt                    | 1× Silber · 2× Gold · 1× Platin ·                                      | 1.280.000 |

### Love Me Two Times
| Land/Region               | Auszeichnungen für Musikverkäufe (Land/Region, Auszeichnung, Verkäufe) | Verkäufe |
| ------------------------- | ---------------------------------------------------------------------- | -------- |
| Vereinigte Staaten (RIAA) | Gold                                                                   | 500.000  |
| Insgesamt                 | 1× Gold ·                                                              | 500.000  |

### The End
| Land/Region               | Auszeichnungen für Musikverkäufe (Land/Region, Auszeichnung, Verkäufe) | Verkäufe |
| ------------------------- | ---------------------------------------------------------------------- | -------- |
| Vereinigte Staaten (RIAA) | Gold                                                                   | 500.000  |
| Insgesamt                 | 1× Gold ·                                                              | 500.000  |

### Hello, I Love You
| Land/Region               | Auszeichnungen für Musikverkäufe (Land/Region, Auszeichnung, Verkäufe) | Verkäufe  |
| ------------------------- | ---------------------------------------------------------------------- | --------- |
| Vereinigte Staaten (RIAA) | Gold                                                                   | 1.000.000 |
| Insgesamt                 | 1× Gold ·                                                              | 1.000.000 |

### Touch Me
| Land/Region               | Auszeichnungen für Musikverkäufe (Land/Region, Auszeichnung, Verkäufe) | Verkäufe  |
| ------------------------- | ---------------------------------------------------------------------- | --------- |
| Vereinigte Staaten (RIAA) | Platin                                                                 | 1.000.000 |
| Insgesamt                 | 1× Platin ·                                                            | 1.000.000 |

### Roadhouse Blues
| Land/Region               | Auszeichnungen für Musikverkäufe (Land/Region, Auszeichnung, Verkäufe) | Verkäufe  |
| ------------------------- | ---------------------------------------------------------------------- | --------- |
| Italien (FIMI)            | Gold                                                                   | 35.000    |
| Vereinigte Staaten (RIAA) | Platin                                                                 | 1.000.000 |
| Insgesamt                 | 1× Gold · 1× Platin ·                                                  | 1.035.000 |

### Love Her Madly
| Land/Region               | Auszeichnungen für Musikverkäufe (Land/Region, Auszeichnung, Verkäufe) | Verkäufe  |
| ------------------------- | ---------------------------------------------------------------------- | --------- |
| Vereinigte Staaten (RIAA) | Platin                                                                 | 1.000.000 |
| Insgesamt                 | 1× Platin ·                                                            | 1.000.000 |

### Riders on the Storm
| Land/Region                  | Auszeichnungen für Musikverkäufe (Land/Region, Auszeichnung, Verkäufe) | Verkäufe  |
| ---------------------------- | ---------------------------------------------------------------------- | --------- |
| Italien (FIMI)               | Gold                                                                   | 35.000    |
| Spanien (Promusicae)         | Gold                                                                   | 30.000    |
| Neuseeland (RMNZ)            | Platin                                                                 | 30.000    |
| Vereinigte Staaten (RIAA)    | 2× Platin                                                              | 2.000.000 |
| Vereinigtes Königreich (BPI) | Gold                                                                   | 400.000   |
| Insgesamt                    | 3× Gold · 3× Platin ·                                                  | 2.495.000 |

## Auszeichnungen nach Liedern

### Peace Frog
| Land/Region               | Auszeichnungen für Musikverkäufe (Land/Region, Auszeichnung, Verkäufe) | Verkäufe |
| ------------------------- | ---------------------------------------------------------------------- | -------- |
| Vereinigte Staaten (RIAA) | Gold                                                                   | 500.000  |
| Insgesamt                 | 1× Gold ·                                                              | 500.000  |

### L.A. Woman
| Land/Region               | Auszeichnungen für Musikverkäufe (Land/Region, Auszeichnung, Verkäufe) | Verkäufe  |
| ------------------------- | ---------------------------------------------------------------------- | --------- |
| Vereinigte Staaten (RIAA) | Platin                                                                 | 1.000.000 |
| Insgesamt                 | 1× Platin ·                                                            | 1.000.000 |

## Auszeichnungen nach Videoalben

### The Doors: A Tribute to Jim Morrison / No One Here Gets Out Alive
| Land/Region               | Auszeichnungen für Musikverkäufe (Land/Region, Auszeichnung, Verkäufe) | Verkäufe |
| ------------------------- | ---------------------------------------------------------------------- | -------- |
| Vereinigte Staaten (RIAA) | Platin · + Gold (Re-Release)                                           | 150.000  |
| Insgesamt                 | 1× Gold · 1× Platin ·                                                  | 150.000  |

### Dance on Fire
| Land/Region               | Auszeichnungen für Musikverkäufe (Land/Region, Auszeichnung, Verkäufe) | Verkäufe |
| ------------------------- | ---------------------------------------------------------------------- | -------- |
| Kanada (MC)               | Gold                                                                   | 5.000    |
| Vereinigte Staaten (RIAA) | Platin                                                                 | 100.000  |
| Insgesamt                 | 1× Gold · 1× Platin ·                                                  | 105.000  |

### Live at the Hollywood Bowl
| Land/Region               | Auszeichnungen für Musikverkäufe (Land/Region, Auszeichnung, Verkäufe) | Verkäufe |
| ------------------------- | ---------------------------------------------------------------------- | -------- |
| Kanada (MC)               | Gold                                                                   | 5.000    |
| Vereinigte Staaten (RIAA) | Platin                                                                 | 100.000  |
| Insgesamt                 | 1× Gold · 1× Platin ·                                                  | 105.000  |

### Live in Europe 1968
| Land/Region               | Auszeichnungen für Musikverkäufe (Land/Region, Auszeichnung, Verkäufe) | Verkäufe |
| ------------------------- | ---------------------------------------------------------------------- | -------- |
| Australien (ARIA)         | Gold                                                                   | 7.500    |
| Kanada (MC)               | Gold                                                                   | 5.000    |
| Vereinigte Staaten (RIAA) | Gold · + Platin (Re-Release)                                           | 150.000  |
| Insgesamt                 | 3× Gold · 1× Platin ·                                                  | 162.500  |

### The Doors – 30 Years Commemorative Edition
| Land/Region                  | Auszeichnungen für Musikverkäufe (Land/Region, Auszeichnung, Verkäufe) | Verkäufe |
| ---------------------------- | ---------------------------------------------------------------------- | -------- |
| Vereinigtes Königreich (BPI) | Platin                                                                 | 50.000   |
| Insgesamt                    | 1× Platin ·                                                            | 50.000   |

### Soundstage Performances
| Land/Region                  | Auszeichnungen für Musikverkäufe (Land/Region, Auszeichnung, Verkäufe) | Verkäufe |
| ---------------------------- | ---------------------------------------------------------------------- | -------- |
| Argentinien (CAPIF)          | Platin                                                                 | 8.000    |
| Kanada (MC)                  | Gold                                                                   | 5.000    |
| Vereinigte Staaten (RIAA)    | Gold                                                                   | 50.000   |
| Vereinigtes Königreich (BPI) | Gold                                                                   | 25.000   |
| Insgesamt                    | 3× Gold · 1× Platin ·                                                  | 88.000   |

## Statistik und Quellen
| Land/RegionAuszeichnungen für Musikverkäufe (Land/Region, Auszeichnungen, Verkäufe, Quellen) | Silber     | Gold       | Platin         | Diamant  | Verkäufe   | Quellen                                                    |
| -------------------------------------------------------------------------------------------- | ---------- | ---------- | -------------- | -------- | ---------- | ---------------------------------------------------------- |
| Argentinien (CAPIF)                                                                          | —          | 3× Gold3   | 3× Platin3     | —        | 218.000    | capif.org.ar                                               |
| Australien (ARIA)                                                                            | —          | 5× Gold5   | 21× Platin21   | —        | 1.617.500  | aria.com.au                                                |
| Belgien (BRMA)                                                                               | —          | 2× Gold2   | —              | —        | 40.000     | ultratop.be                                                |
| Brasilien (PMB)                                                                              | —          | Gold1      | —              | —        | 50.000     | pro-musicabr.org.br                                        |
| Deutschland (BVMI)                                                                           | —          | 5× Gold5   | Platin1        | —        | 1.750.000  | musikindustrie.de                                          |
| Finnland (IFPI)                                                                              | —          | Gold1      | —              | —        | 22.150     | ifpi.fi                                                    |
| Frankreich (SNEP)                                                                            | —          | 6× Gold6   | 5× Platin5     | —        | 2.100.000  | infodisc.fr                                                |
| Irland (IRMA)                                                                                | —          | Gold1      | —              | —        | 7.500      | irishcharts.ie                                             |
| Italien (FIMI)                                                                               | —          | 8× Gold8   | 2× Platin2     | —        | 380.000    | fimi.it                                                    |
| Kanada (MC)                                                                                  | —          | 7× Gold7   | 25× Platin25   | —        | 2.870.000  | musiccanada.com                                            |
| Neuseeland (RMNZ)                                                                            | —          | —          | 13× Platin13   | —        | 230.000    | radioscope.co.nz NZ2                                       |
| Norwegen (IFPI)                                                                              | —          | Gold1      | —              | —        | 25.000     | ifpi.no (Memento vom 5. November 2012 im Internet Archive) |
| Österreich (IFPI)                                                                            | —          | 6× Gold6   | —              | —        | 150.000    | ifpi.at                                                    |
| Polen (ZPAV)                                                                                 | —          | Gold1      | Platin1        | —        | 30.000     | olis.pl                                                    |
| Portugal (AFP)                                                                               | —          | Gold1      | —              | —        | 10.000     | Einzelnachweise                                            |
| Schweden (IFPI)                                                                              | —          | Gold1      | —              | —        | 50.000     | ifpi.se                                                    |
| Schweiz (IFPI)                                                                               | —          | 3× Gold3   | Platin1        | —        | 125.000    | hitparade.ch                                               |
| Spanien (Promusicae)                                                                         | —          | 4× Gold4   | 5× Platin5     | —        | 640.000    | elportaldemusica.es ES2                                    |
| Vereinigte Staaten (RIAA)                                                                    | —          | 14× Gold14 | 36× Platin36   | Diamant1 | 42.800.000 | riaa.com                                                   |
| Vereinigtes Königreich (BPI)                                                                 | 6× Silber6 | 6× Gold6   | 6× Platin6     | —        | 3.105.000  | bpi.co.uk                                                  |
| Insgesamt                                                                                    | 6× Silber6 | 76× Gold76 | 119× Platin119 | Diamant1 |            |                                                            |